# Daniel Chalonge
Daniel Chalonge (* 31. Januar 1895 in Grenoble; † 28. November 1977 in Paris) war ein französischer Astronom.

## Leben
Daniel Chalonge wurde am 31. Januar 1895 in Grenoble in den französischen Alpen geboren. Er studierte an der École normale supérieure (Paris) unter anderem bei Aimé Cotton und Charles Fabry. Dort wurde er 1933 mit der Dissertation „Recherches sur les spectres continus de l'atome et de la molécule d'hydrogène“ (Untersuchungen der kontinuierlichen Spektren des Wasserstoffatoms und -moleküls) promoviert. Nach Anfängen in der organischen Chemie wandte er sich der Astrophysik zu.
Von 1934 bis zum Beginn des Zweiten Weltkriegs arbeitete er an einem Klassifikationsschema für Sterne, das heute nach den Beteiligten Barbier, Chalonge und Divan als BCD-System bekannt ist. Grundlage ist die Beobachtung des sogenannten Balmer-Sprungs, das ist eine fast sprunghafte Intensitätsänderung im Sternspektrum in der Nähe der Grenze der Balmer-Serie, der sich bei vielen Sternen zeigt. Die einfachste Version besteht in der Angabe zweier Parameter {\displaystyle (\lambda _{1},D)}, nämlich der mittleren Wellenlänge {\displaystyle \lambda _{1}} des Bereichs der Intensitätsänderung beim Balmer-Sprung und dem Zehnerlogarithmus des Verhältnisses der auf 3700 Å extrapolierten Intensitäten vor und nach dem Sprung als ein Maß {\displaystyle D} für die Sprunghöhe. Da nur Intensitätsverhältnisse eingehen, sind diese Größen von der Extinktion unabhängig. Diese Daten erlauben Rückschlüsse auf Temperaturen und Gravitationsstärken der zugehörigen Sterne.
Chalonge war begeisterter Bergsteiger, in den Alpen hat er alle Viertausender bestiegen. Der 3344 m hohe, in den französischen Alpen gelegene Gipfel „Pointe Chalonge“, den er 1926 erstmals, zusammen mit seinem Kameraden Pierre Dalloz, über den Südostgrad bestieg, ist nach ihm benannt. Zur Verminderung erdatmosphärischer Einflüsse schätzte er astronomische Beobachtungen in großer Höhe, etwa im Observatorium des Refuge Vallot am Mont Blanc (1923) oder in Arosa (1928–1933). Nach der Errichtung der Forschungsstation am Jungfraujoch 1928 hat Chalonge dort Messungen des atmosphärischen Ozons durchgeführt und Sternspektren aufgenommen. 1937 wurde das Sphinx-Observatorium am Jungfraujoch erbaut, an dem auch Chalonge geforscht hat.
Ab 1946 begann Chalonge in Zusammenarbeit mit Jean-Claude Pecker und Raymond Michard die spektrografische Forschung am Institut d’Astrophysique de Paris, das 1936 von Henri Mineur gegründet worden war. Hier blieb er bis zu seinem Ruhestand und war in dieser Zeit auch Astronom am Pariser Observatorium. Er erforschte verschiedene Sternpopulationen in der Milchstraße aber auch in den Magellanschen Wolken, er interessierte sich für das Sonnenspektrum und nahm an Sonnenfinsternis-Expeditionen nach Schweden und in die UdSSR teil, um die äußeren Schichten der Sonne spektrografisch zu untersuchen.
Chalonge war verheiratet und hatte zwei Töchter, Karen und Sonia. Im Sommer 1977 musste er in ein Krankenhaus eingewiesen werden, er starb am 28. November desselben Jahres.

## Ehrungen
- Der Gipfel Pointe Chalonge in den französischen Alpen ist nach Daniel Chalonge benannt, siehe oben.
- 1930 erhielt Chalonge den Prix Félix Robin der Société française de physique.[9]
- 1957 wurde ihm der Jules-Janssen-Preis verliehen.[10]
- Der 1974 entdeckte Asteroid (2040) Chalonge wurde nach Chalonge benannt.[11]
- Im Jahre 1985 benannte die Internationale Astronomische Union den Mondkrater Chalonge offiziell nach Daniel Chalonge.[12]
- Die Association française d'astronomie betreibt die „Ecole Internationale Daniel Chalonge - Héctor de Vega“ und verleiht seit 1991 die „Daniel-Chalonge-Medaille“.[13]
- Das Museum „Daniel Chalonge“ in Erice (Sizilien), das sich mit Astronomie und Astrophysik befasst, ist ebenfalls nach ihm benannt.[14]